# James Walters

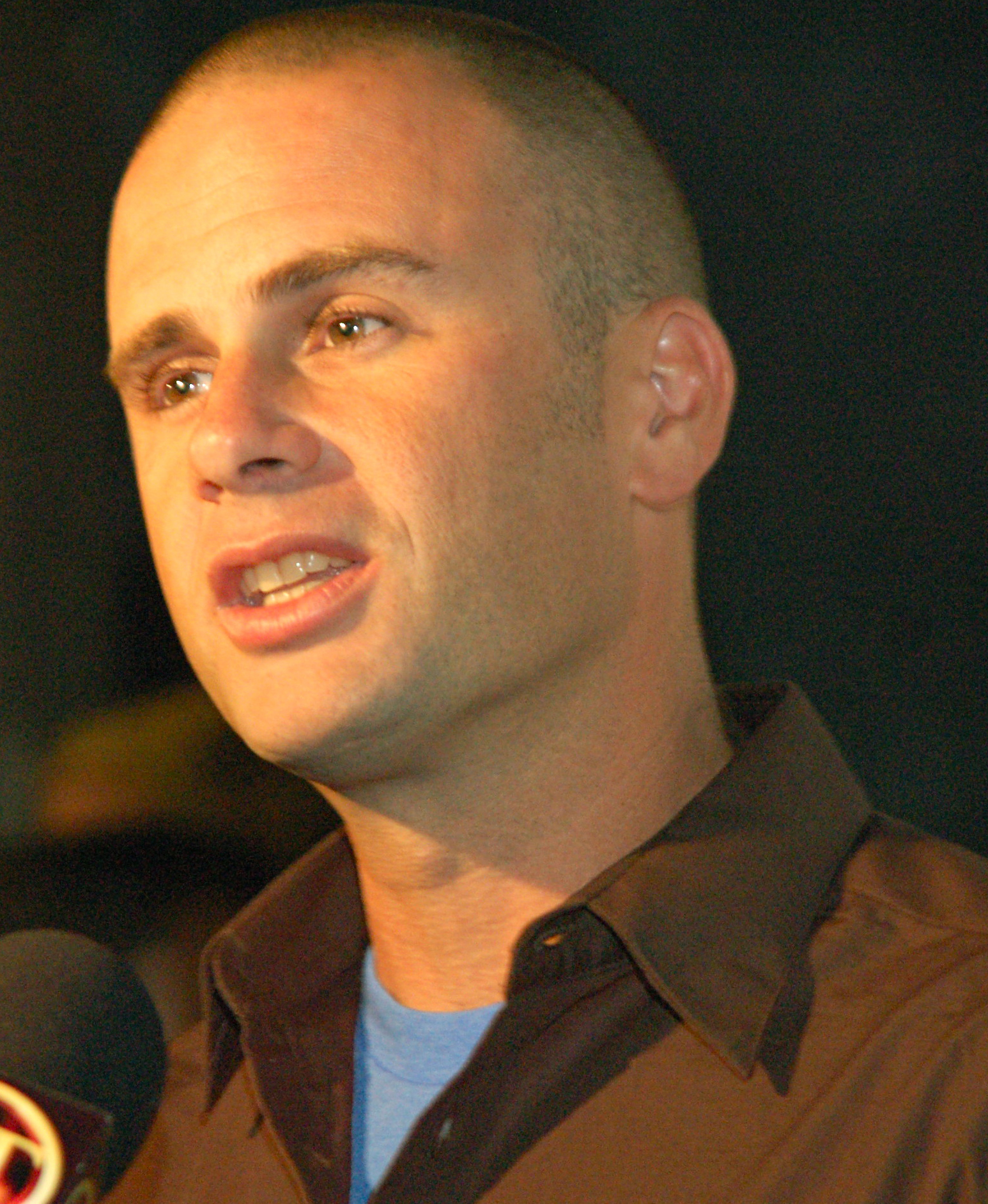
Jamie Walters (2008)

James „Jamie“ Walters (* 13. Juni 1969 in Boston, Massachusetts) ist ein US-amerikanischer Singer-Songwriter und Schauspieler.

## Karriere
James Walters begann seine Filmlaufbahn 1988 mit einem Werbespot für Levi’s 501 Jeans. Später wirkte er in Kinofilmen wie Shout mit. Bekannt wurde er vor allem durch seine Rollen in den TV-Serien The Heights – Rockin’ Friends und Beverly Hills, 90210. Durch diese Fernsehrollen wurde er auch als Sänger bekannt und veröffentlichte eigene Musikalben. Sein größter Single-Hit war 1996 Hold On. Seit 2004 hat er sich aus dem Musik- und Filmgeschäft zurückgezogen und arbeitet als hauptberuflicher Feuerwehrmann (Rettungssanitäter) beim Los Angeles County Fire Department.

## Diskografie

### Studioalben
| Jahr | Titel                          | Höchstplatzierung, Gesamtwochen, AuszeichnungChartplatzierungen (Jahr, Titel, Platzierungen, Wochen, Auszeichnungen, Anmerkungen) | Höchstplatzierung, Gesamtwochen, AuszeichnungChartplatzierungen (Jahr, Titel, Platzierungen, Wochen, Auszeichnungen, Anmerkungen) | Höchstplatzierung, Gesamtwochen, AuszeichnungChartplatzierungen (Jahr, Titel, Platzierungen, Wochen, Auszeichnungen, Anmerkungen) | Höchstplatzierung, Gesamtwochen, AuszeichnungChartplatzierungen (Jahr, Titel, Platzierungen, Wochen, Auszeichnungen, Anmerkungen) | Höchstplatzierung, Gesamtwochen, AuszeichnungChartplatzierungen (Jahr, Titel, Platzierungen, Wochen, Auszeichnungen, Anmerkungen) | Anmerkungen                                         |
| Jahr | Titel                          | DE | AT | CH | UK | US | Anmerkungen                                         |
| ---- | ------------------------------ | --- | --- | --- | --- | --- | --------------------------------------------------- |
| 1992 | Music from the Television Show | DE28 (12 Wo.)DE | AT35 (2 Wo.)AT | CH9 (12 Wo.)CH | — | US40 (15 Wo.)US | Erstveröffentlichung: November 1992 mit The Heights |
| 1994 | Jamie Walters                  | DE42 (18 Wo.)DE | AT17 (16 Wo.)AT | CH14 (10 Wo.)CH | — | US70 (18 Wo.)US | Erstveröffentlichung: September 1994                |
| 1997 | Ride                           | — | AT36 (3 Wo.)AT | — | — | — | Erstveröffentlichung: März 1997                     |

Weitere Alben
- 2002: Believed
- 2010: DreamMaps (mit The Heights)

### Singles
| Jahr | Titel Album                                                | Höchstplatzierung, Gesamtwochen, AuszeichnungChartplatzierungen (Jahr, Titel, Album, Platzierungen, Wochen, Auszeichnungen, Anmerkungen) | Höchstplatzierung, Gesamtwochen, AuszeichnungChartplatzierungen (Jahr, Titel, Album, Platzierungen, Wochen, Auszeichnungen, Anmerkungen) | Höchstplatzierung, Gesamtwochen, AuszeichnungChartplatzierungen (Jahr, Titel, Album, Platzierungen, Wochen, Auszeichnungen, Anmerkungen) | Höchstplatzierung, Gesamtwochen, AuszeichnungChartplatzierungen (Jahr, Titel, Album, Platzierungen, Wochen, Auszeichnungen, Anmerkungen) | Höchstplatzierung, Gesamtwochen, AuszeichnungChartplatzierungen (Jahr, Titel, Album, Platzierungen, Wochen, Auszeichnungen, Anmerkungen) | Anmerkungen                                                                    |
| Jahr | Titel Album                                                | DE | AT | CH | UK | US | Anmerkungen                                                                    |
| ---- | ---------------------------------------------------------- | --- | --- | --- | --- | --- | ------------------------------------------------------------------------------ |
| 1992 | How Do You Talk to an Angel Music from the Television Show | DE47 (21 Wo.)DE | — | — | — | US1 (20 Wo.)US | Erstveröffentlichung: September 1992 mit The Heights; Gesang von Jamie Walters |
| 1995 | Hold On Jamie Walters                                      | DE83 (7 Wo.)DE | AT18 (8 Wo.)AT | — | — | US16 (27 Wo.)US | Erstveröffentlichung: Januar 1995                                              |

Weitere Singles
- 1995: Why
- 1996: I'd Do Anything for You
- 1996: Reckless

## Filmografie (Auswahl)
- 1989: Jung und Leidenschaftlich – Wie das Leben so spielt (As the World Turns, Fernsehserie, 2 Folgen)
- 1989/1992: Zurück in die Vergangenheit (Quantum Leap, Fernsehserie, 2 Folgen)
- 1990: Everyday Heroes (Fernsehfilm)
- 1991: Agenten leben einsam (Bed & Breakfast)
- 1991: Shout
- 1991–1992: The Young Riders (Fernsehserie, 3 Folgen)
- 1992: The Heights – Rockin’ Friends (The Heights, Fernsehserie, 13 Folgen)
- 1994: Vanishing Son II – Im Feuer des Drachen (Vanishing Son II, Fernsehfilm)
- 1994: Vanishing Son IV – Die Rückkehr der Drachen (Vanishing Son IV, Fernsehfilm)
- 1994–1995: Catwalk – Eine Band will nach oben (Catwalk, Fernsehserie, 6 Folgen)
- 1994–1996: Beverly Hills, 90210 (Fernsehserie, 40 Folgen)
- 1995: Burnzy's Last Call
- 1996: God's Lonely Man
- 1999: Tage voller Blut – Die Bestie von Dallas (To Serve and Protect, Miniserie, 2 Folgen)
- 2000: The Mumbo Jumbo
- 2019: BH90210 (Fernsehserie, Folge 1x05)